# Chłopak, który jej się spodobał wcale nie jest chłopakiem
Chłopak, który jej się spodobał wcale nie jest chłopakiem (jap. 気になってる人が男じゃなかった Ki ni natteru hito ga otoko janakatta) – manga autorstwa Sumiko Arai. Pierwsza wersja serii była publikowana na Twitterze od lipca do września 2021. Obecna wersja ukazuje się na tej samej platformie od kwietnia 2022, a od kwietnia 2023 jest publikowana także w serwisie Pixiv Comic.

## Fabuła
Aya Oosawa, uczennica z pasją do muzyki rockowej, zakochuje się w tajemniczym sprzedawcy ze sklepu muzycznego, który zawsze ukrywa swoją twarz. Łączy ich wspólna miłość do muzyki, dzięki czemu coraz bardziej się do siebie zbliżają. Aya nie zdaje sobie jednak sprawy, że sprzedawca to w rzeczywistości Mitsuki Koga, jej koleżanka z klasy.

## Bohaterowie
- Aya Oosawa (jap. 大沢あや Ōsawa Aya)

Seiyū: Akari Kitō (drama CD) 
Popularna licealistka i gyaru, która interesuje się muzyką rockową. Aya po raz pierwszy poznaje Mitsuki, kiedy przypadkiem odwiedza sklep, w którym ta druga pracuje. Zakochuje się w tożsamości Mitsuki z miejsca pracy, nie wiedząc, że jest ona jej koleżanką ze szkoły.
- Mitsuki Koga (jap. 古賀みつき Koga Mitsuki)

Seiyū: Mariya Ise (drama CD) 
Licealistka i koleżanka z klasy Ayi, która również interesuje się muzyką rockową i pracuje na pół etatu w sklepie muzycznym. Aby zachować anonimowość podczas pracy, Mitsuki nosi ubrania unisex, maseczkę i soczewki zamiast okularów i mundurka szkolnego, co powoduje, że jest mylona z chłopakiem i nazywana przez Ayę i jej przyjaciółki onii-san.
- Joe (jap. ジョー Jō)

Seiyū: Kenjirō Tsuda (drama CD) 
Wujek Mitsuki, który prowadzi sklep muzyczny.
- Megumu Narita (jap. 成田恵 Narita Megumu)

Seiyū: Tasuku Hatanaka (drama CD) 
Kolega z klasy Ayi i Mitsuki, który jako pierwszy powiązał obie tożsamości Mitsuki, po zauważeniu podobieństw między nimi.
- Chizuru (jap. ちづる)

Przyjaciółka i koleżanka z klasy Ayi.
- Mao (jap. まお)

Kolejna przyjaciółka i koleżanka z klasy Ayi.
- Kanna (jap. カンナ)

Była dziewczyna Joe i znajoma Mitsuki, która przeprowadziła się do Los Angeles.

## Produkcja
Ponieważ Twitter zezwala tylko na cztery obrazy w jednym tweecie, rozdziały serii zostały ograniczone do czterech stron. W rezultacie interakcje Ayi i Mitsuki musiały być przedstawione w zwięzły sposób. Redaktor mangi skomentował, że twarze postaci są ukazane wystarczająco szczegółowo, aby można było zrozumieć historię bez dialogów, co uczyniło serię bardziej przystępną dla użytkowników Twittera spoza Japonii.

## Manga
Pierwszy rozdział został opublikowany 10 kwietnia 2022 w serwisie Twitter, jednak wcześniejsza wersja mangi była publikowana na tym samym portalu od lipca do września 2021. Od 29 kwietnia 2023 seria jest wydawana także w serwisie Pixiv Comic.
29 marca 2024 wydawnictwo Waneko zapowiedziało wydanie mangi w Polsce, premiera odbyła się zaś 28 czerwca tego samego roku.
| Nr | Język japoński   | Język japoński         | Język polski    | Język polski           |
| Nr | Data wydania     | ISBN                   | Data wydania    | ISBN                   |
| -- | ---------------- | ---------------------- | --------------- | ---------------------- |
| 1  | 19 kwietnia 2023 | ISBN 978-4-04-681732-7 | 28 czerwca 2024 | ISBN 978-83-8242-799-8 |
| 2  | 27 lutego 2024   | ISBN 978-4-04-683173-6 | 16 maja 2025    | ISBN 978-83-8242-800-1 |
| 3  | 20 lutego 2025   | ISBN 978-4-04-684257-2 | —               |                        |

## Anime
Wraz z premierą trzeciego tomu mangi, wydanego 20 lutego 2025, ogłoszono powstanie adaptacji anime.

## Inne
Apple Music i Spotify opublikowały oficjalną playlistę zawierającą utwory, których Mitsuki i Aya słuchają przez całą serię.
Sklep tymczasowy sprzedający towary z serii był otwarty w Ikebukuro od 15 do 24 września oraz w Nagoi od 30 września do 9 października 2023.
27 marca 2024 została wydana adaptacja w postaci dramy CD.

## Odbiór
Do września 2023 nakład serii wynosił ponad 200 000 egzemplarzy.
W 2023 roku manga zdobyła nagrodę Next Manga Award w kategorii manga internetowa. W tym samym roku zajęła także drugie miejsce na liście „książka roku” magazynu Da Vinci. W poradniku Kono manga ga sugoi! (edycja 2024 roku) seria uplasowała się na drugim miejscu w kategorii dla dziewcząt.